# Ferrari 550
Ferrari Maranello är en sportbil, tillverkad av den italienska biltillverkaren Ferrari mellan 1996 och 2006.

## Bakgrund
Ferrari 550 Maranello var den första tvåsitsiga Ferrarin med frontmotor sedan Daytonan. Den delade chassi och motor med Ferrari 456, men riktade sig till en sportigare kundkrets än systermodellen. Karossen byggdes i aluminium.

## Motor
Motorn hämtades från 456:an, men med högre trimningsgrad. Liksom Daytonan och andra Berlinettor hade motorn torrsumpsmörjning.
Med 575:an förstorades motorn till 5,8 liter för än högre prestanda.
| Modell       | Motor               | Cylindervolym | Effekt | Bränslesystem            |
| ------------ | ------------------- | ------------- | ------ | ------------------------ |
| 550          | 12-cyl V-motor dohc | 5474 cm³      | 485 hk | Bosch bränsleinsprutning |
| 575M         | 12-cyl V-motor dohc | 5748 cm³      | 515 hk | Bosch bränsleinsprutning |
| Superamerica | 12-cyl V-motor dohc | 5748 cm³      | 540 hk | Bosch bränsleinsprutning |

## 550 Maranello
Ferraris nya frontmotorvagn sattes i produktion 1996 och ersatte då Testarossa som presenterades 1984 och markerade därmed slutet på de tolvcylindriga boxervagnarna. En era som startades 1973 med modellen Berlinetta Boxer.

## 550 Barchetta
Den öppna versionen av Maranellon presenterades på Bilsalongen i Paris 2000. Bilen var väldigt spartansk med en sufflett av enklaste sort.
Produktionen uppgick till 448 exemplar.

## 575M Maranello
I april 2002 kom efterträdaren 575M (Modificata). Största skillnaden utgör den större motorn, men även karossen är något modifierad. 575:an hade även adaptiv fjädring och kunde utrustas med den elektro-hydrauliskt styrda växellådan F1.

## 575 Superamerica
Till 2005 presenterades den öppna Superamerica. Den hakade på trenden med nedfällbara tak istället för tygsufflett. Taket är här gjort i glas och roterar runt C-stolpen och lägger sig ovanpå bagageluckan när det öppnas.
Superamerican hade den starkare motorn från 612 Scaglietti.
Produktionen uppgick till 599 exemplar.

## Bilder

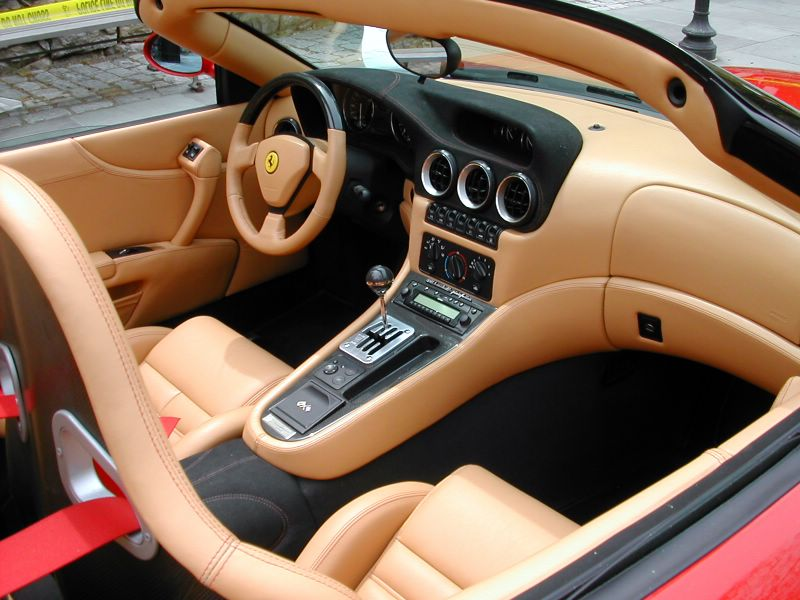
550 Barchetta, interiör
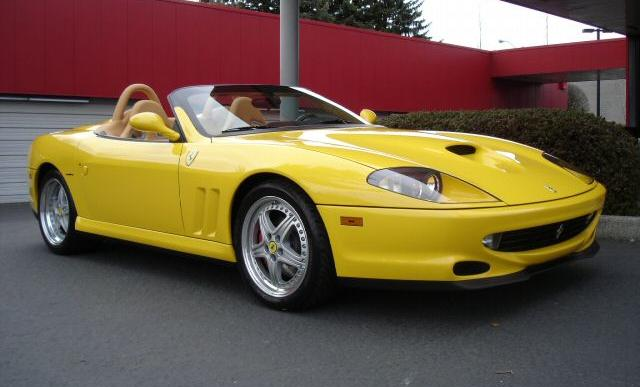
550 Barchetta
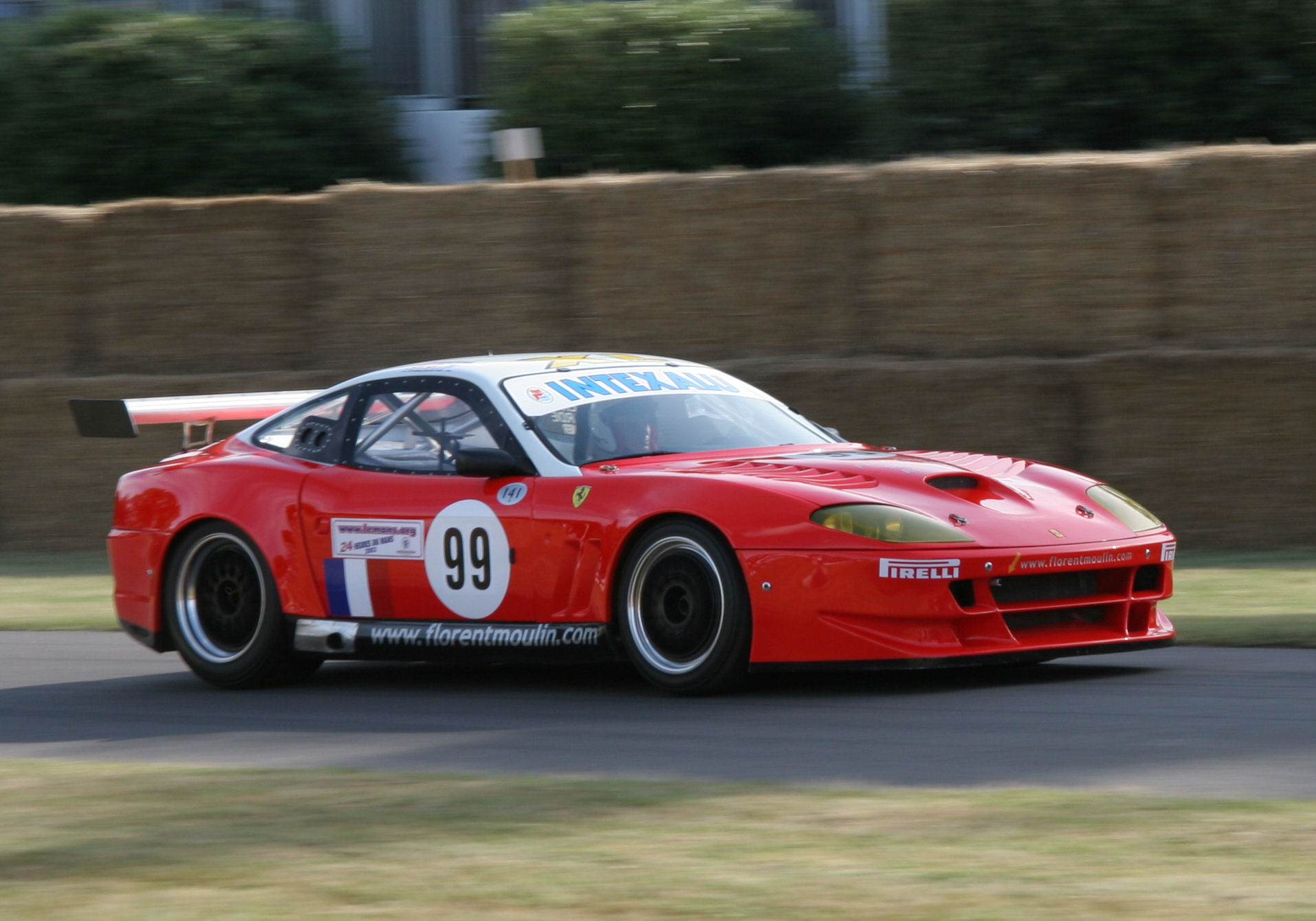
550 Maranello Racing
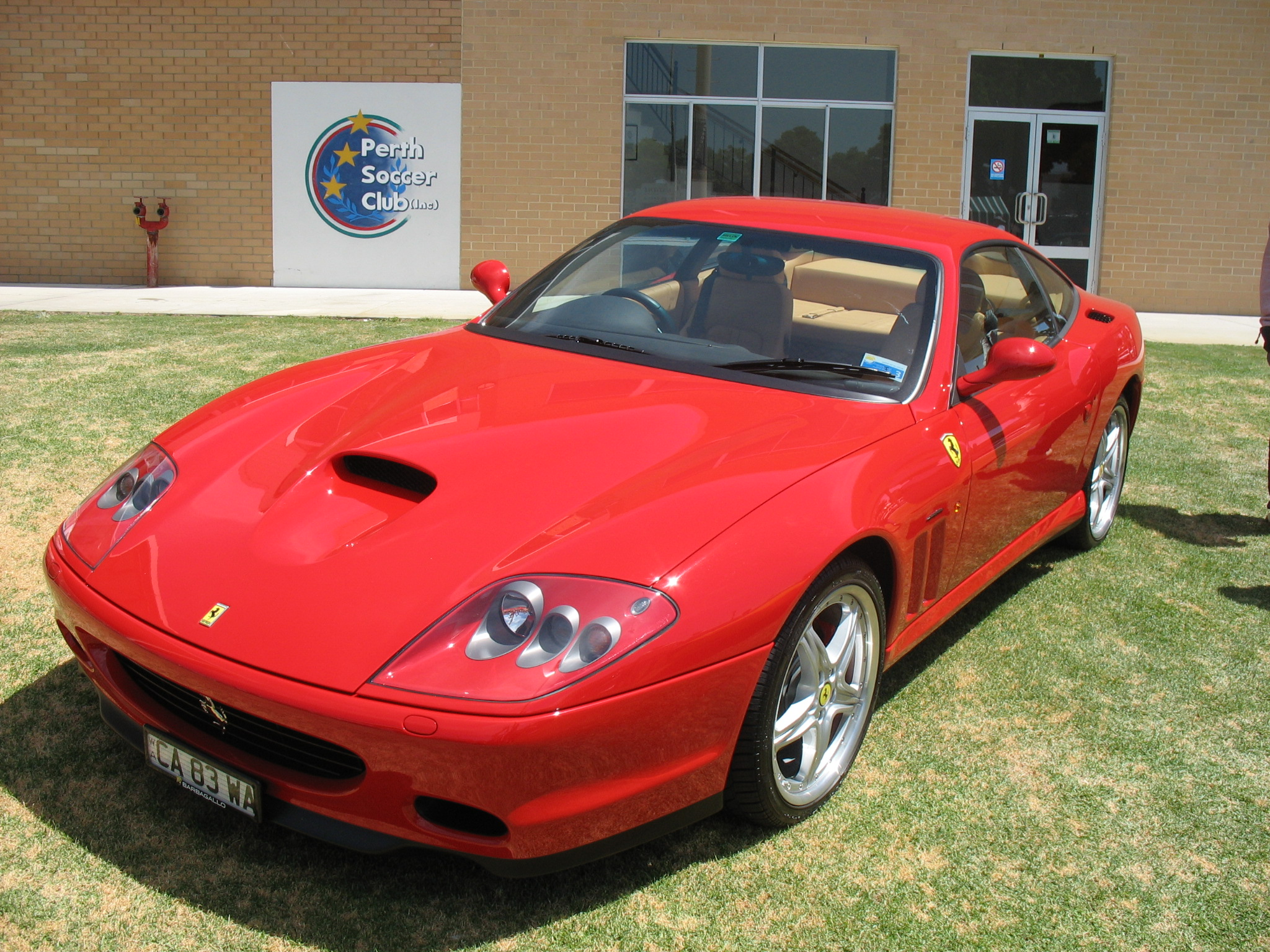
575M Maranello
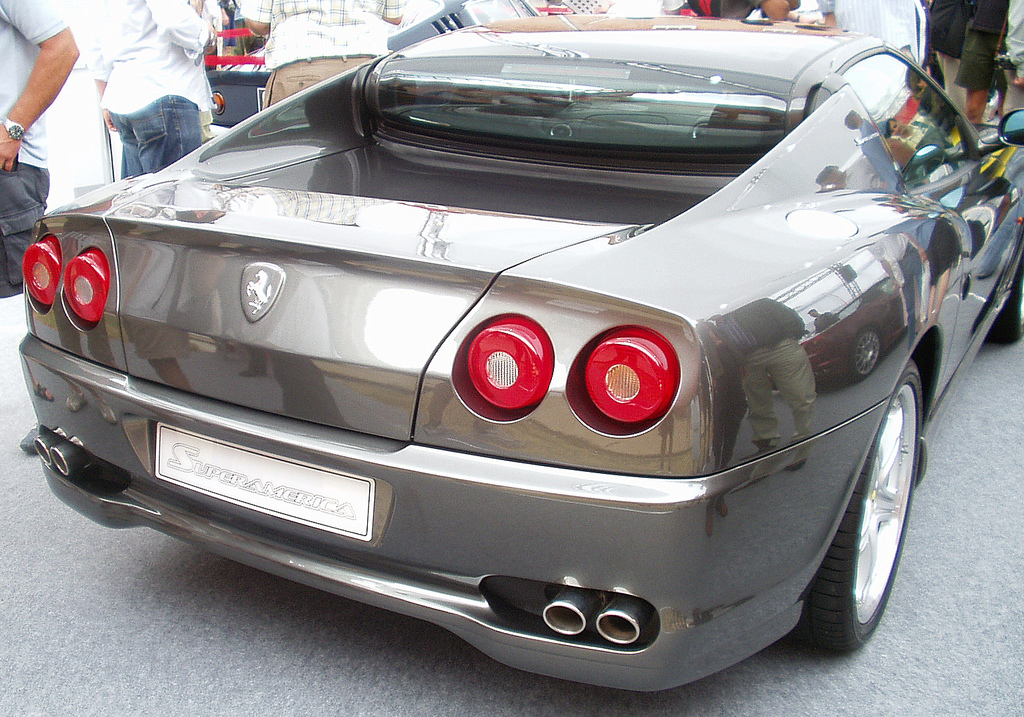
575 Superamerica